# Chromidotilapiini
Chromidotilapiini es una tribu de cíclidos africanos de la subfamilia Pseudocrenilabrinae.

## Géneros
- Benitochromis
- Chromidotilapia
- Nanochromis
- Pelmatochromis
- Pelvicachromis
- Teleogramma
- Thysochromis